# Agárkosbor
Az agárkosbor (Anacamptis morio) a kosborfélék (Orchidaceae) családjába tartozó védett növényfaj. Egyéb nevei: agár kosbor, agár sisakoskosbor vagy agármony.

## Leírása
A kosbor-fajoknak virágzó állapotban két gumója (ikergumója) van. Amelyik a csúcsán a föld feletti szárat viseli, az az idősebbik, az úgynevezett anyagumó, ennek belsejéből a tartaléktáplálék már a föld feletti szárba vándorolt, ezért az anyagumó fonnyadt, ráncos és megbarnult. A mellette levő fiatalabb gumó a leánygumó. Ennek rügyéből fejlődik a következő évi szár. A leánygumó duzzadt, sima, fehér.
Az agárkosbornak gumói épek, gömbölydedek. Szára 8–20 cm magas, kevés levelű, levelei lándzsásak vagy keskenyek, visszás tojásdadok. A szár aljából egy csomó fehérfonalas járulékos gyökér ered. Virágzata laza, rövid, 6-10 virágú fürt. Murvái többé-kevésbé olyan hosszúak, mint a magház, bíborszínűek. Virágai sötét vagy világosabb bíborszínűek, zöld erezettel, ritkábban rózsaszínűek vagy fehérek. A virág lepellevelei az ajak kivételével rövidek, tompa sisakformára összeborulók, mézajka szélesebb, mint amilyen hosszú, bíbor ibolyaszínű, sötétebb pettyekkel, háromkaréjú. A középső karéj erősen kicsípett. A sarkantyú hengeres, kissé felfelé kunkorodó. Porzói a bibeszállal összenőttek. Magháza tompán háromszögletű, haterű, csavarodott úgy, hogy a többi virágrészek megfordítottak, azaz a bimbóban alul levő részek a virágzáskor fent vannak és fordítva. termése 3 kapoccsal nyíló tok, amelyben sok, igen apró és könnyű mag fejlődik. Április-május-júniusban virágzik.
Az agárkosbor föld alatti gyökérgumóit a múltban felhasználták terápiás célokra, nyálkahártyavédő és ingercsökkentő anyagként. Hatóanyagai ásványi anyagok, nyálka. Ma a kosborból készült gyógyszerek semmilyen szerepet nem játszanak, mert szinte mindenhol természetvédelmi oltalom alatt állnak.

## Mérete
Szára 8–20 cm magas, de maximum 60 cm-re megnövő évelő növény.

## Élőhelye
Réteken, nedves homoki gyepekben, sztyeppekben él. Az Alföldön ritkán, szikes pusztákon is előfordul.

## Magyarországi elterjedése
A Magyar-középhegységben és a Dunántúlon gyakori, az Alföldön szórványos, többek közt a Kisalföld, a Bodrogköz, a Keszthelyi-fennsík, a Mátra, valamint a Cserhát területén él.

## Alfajai
- Anacamptis morio subsp. caucasica (K.Koch) H.Kretzschmar, Eccarius & H.Dietr.
- Anacamptis morio subsp. champagneuxii (Barnéoud) H.Kretzschmar, Eccarius & H.Dietr.
- Anacamptis morio subsp. longicornu (Poir.) H.Kretzschmar, Eccarius & H.Dietr.
- Anacamptis morio subsp. morio
- Anacamptis morio subsp. picta (Loisel.) Jacquet & Scappat.
- Anacamptis morio subsp. syriaca (E.G.Camus) H.Kretzschmar, Eccarius & H.Dietr.

## Galéria

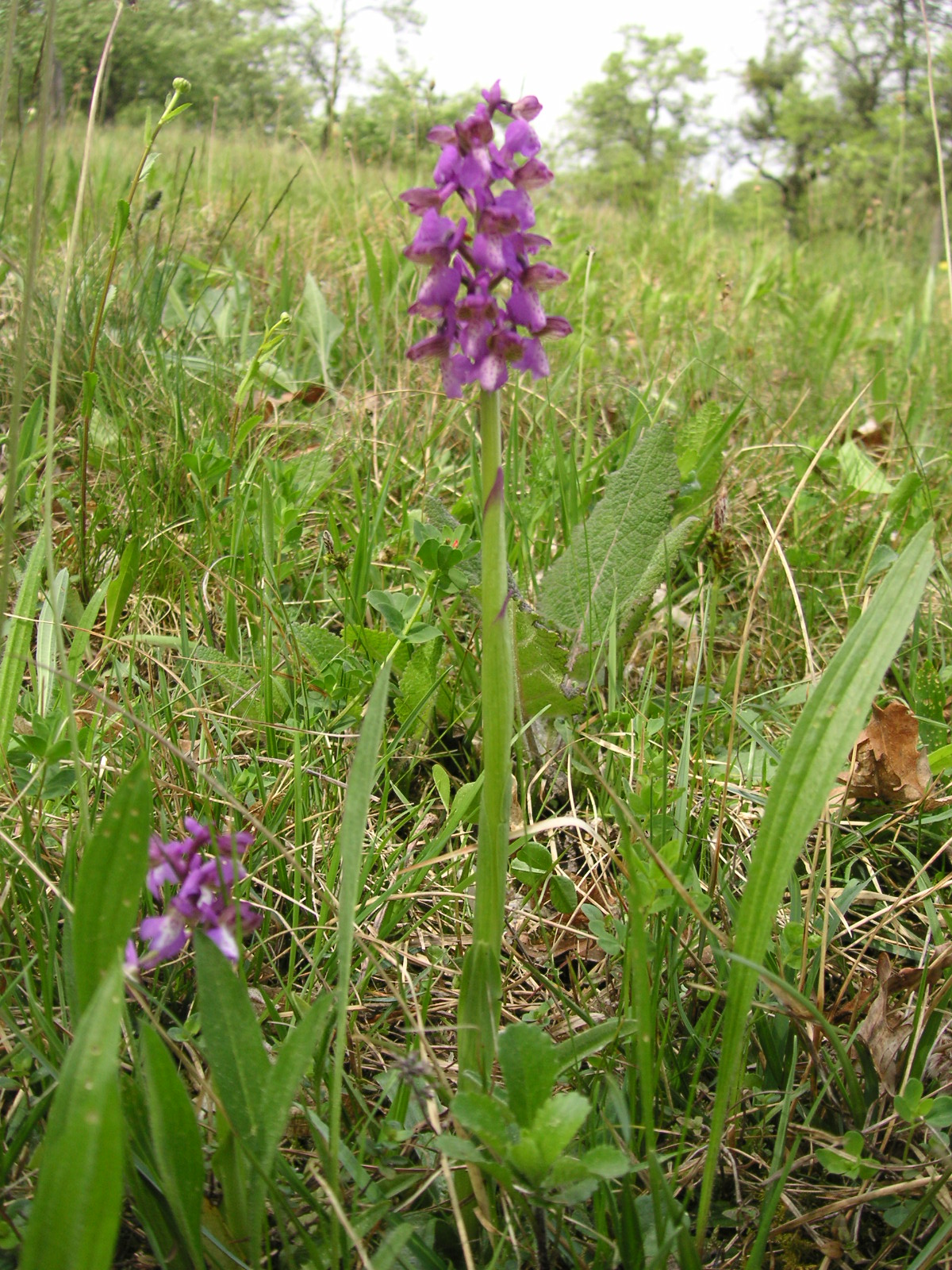
Habitusa
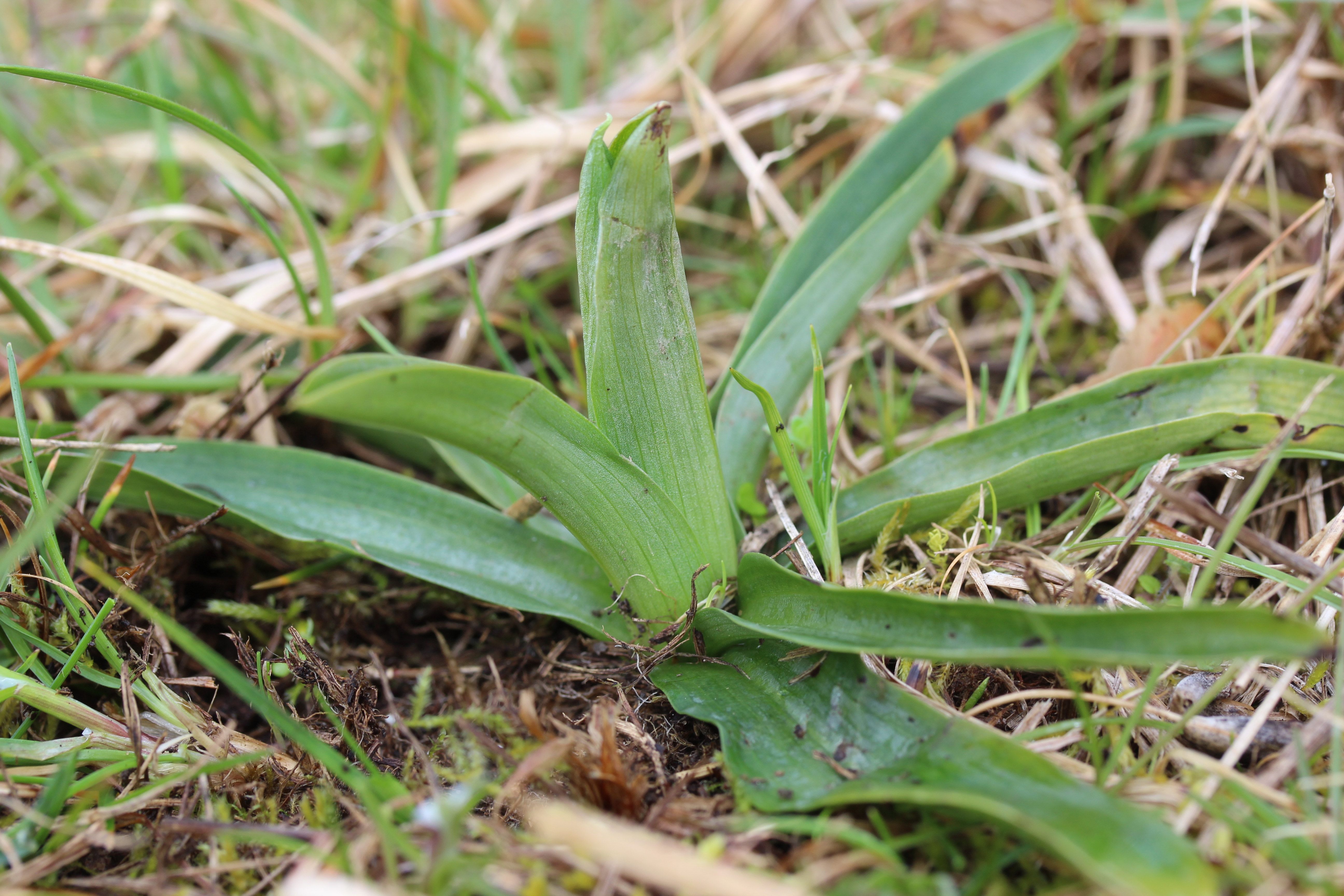
Tavaszi hajtás
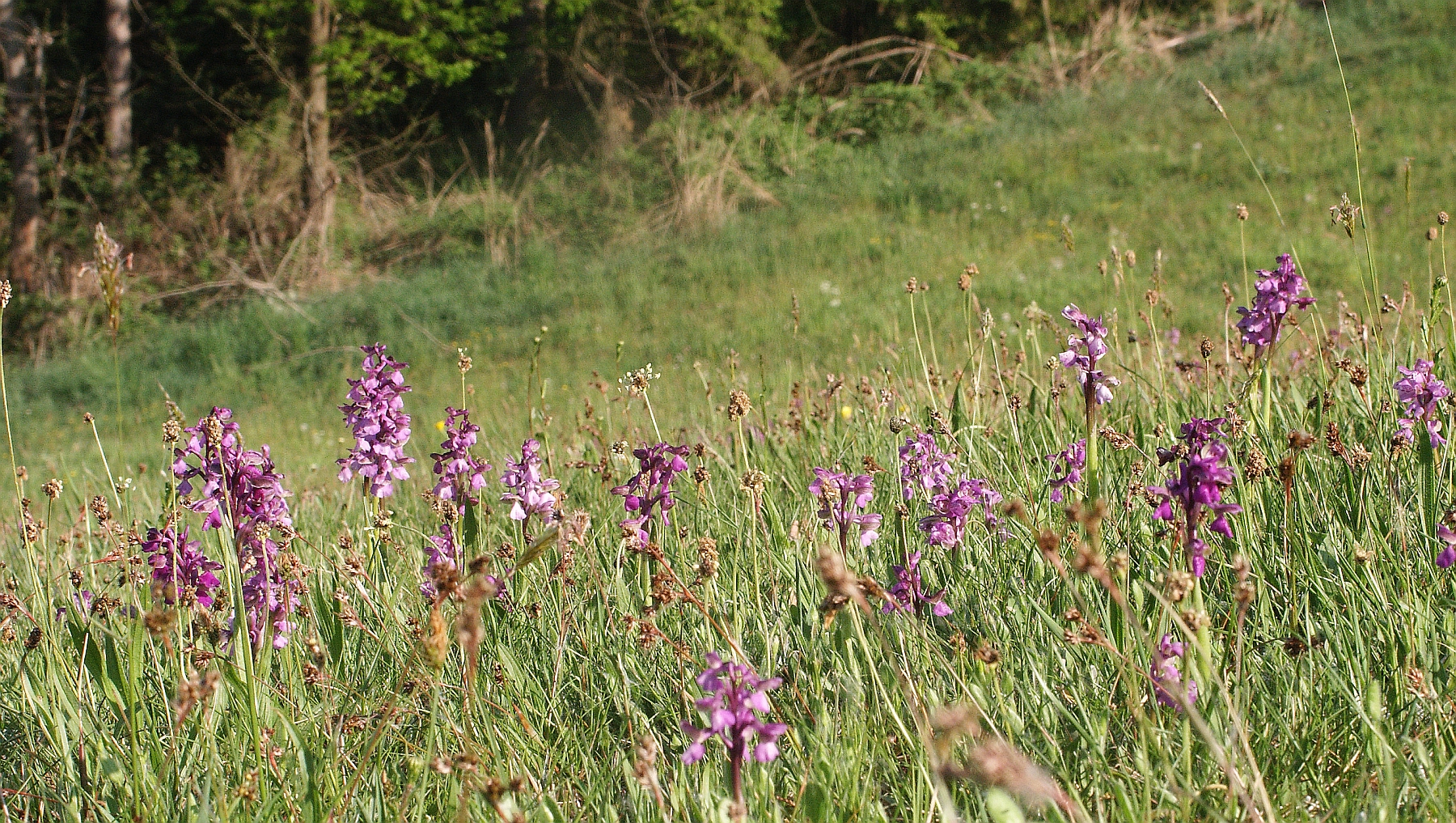
Előfordulása (Virngrund, Németország)
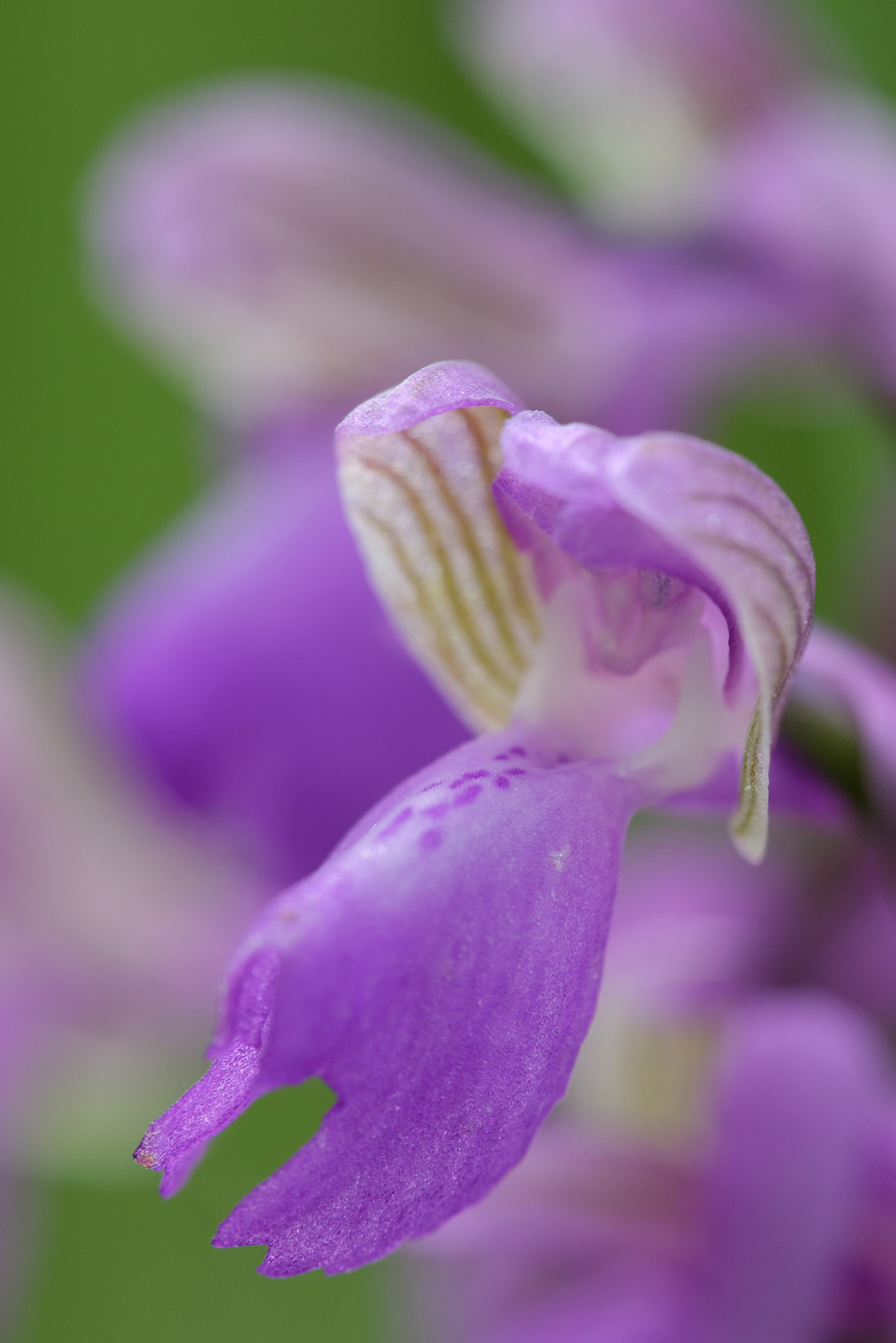
Virága